# إيفا إيكفال
إيفا مونيكا آنا إيكفال جونسون (بالإسبانية: Eva Ekvall) (15 مارس 1983 - 17 ديسمبر 2011) مذيعة تلفزيونية، ومؤلف، عارضة أزياء فنزويلية، و ملكة جمال فنزويلا بعد فوزه في مسابقة، في مهنة التلفزيون قبل أن يتم تشخيص اصابتها بسرطان الثدي المتقدم. كانت متزوجة من جون فابيو برموديز, ورزق الزوجين بطفل واحد قبل موتها من هذا المرض في عام 2011.

## روابط خارجية
- إيفا إيكفال على موقع IMDb (الإنجليزية)
- إيفا إيكفال على موقع كينوبويسك (الروسية)